# Paraminuella
Paraminuella is een geslacht van hooiwagens uit de familie Zalmoxioidae.
De wetenschappelijke naam Paraminuella is voor het eerst geldig gepubliceerd door Caporiacco in 1951. 

## Soorten
Paraminuella is monotypisch en omvat slechts de volgende soort:
- Paraminuella bristowei